# Nikodem (Priangelos)
Nikodem, imię świeckie Atanasios Priangelos (ur. 1967 w Wolosie) – grecki duchowny prawosławny w jurysdykcji Patriarchatu Aleksandrii, od 2013 metropolita Memfis (z siedzibą w Kairze).

## Życiorys
Święcenia diakonatu przyjął 29 czerwca 1996, a prezbiteratu 2 lutego 1997. 12 listopada 2006 otrzymał chirotonię biskupią. W latach 2006–2013 był tytularnym biskupem nitryjskim. 23 listopada 2013 został mianowany metropolitą Memfis.
W czerwcu 2016 r. uczestniczył w Soborze Wszechprawosławnym na Krecie.